# Гудфилд (Илиноис)
Гудфилд (енгл. Goodfield) град је у америчкој савезној држави Илиноис.

## Демографија
По попису из 2010. године број становника је 860, што је 174 (25,4%) становника више него 2000. године.
| Група             | 2000.       | 2010.       |
| Белци             | 680 (99,1%) | 839 (97,6%) |
| Афроамериканци    | 1 (0,1%)    | 3 (0,3%)    |
| Азијати           | 0 (0,0%)    | 11 (1,3%)   |
| Хиспаноамериканци | 0 (0,0%)    | 4 (0,5%)    |
| Укупно            | 686         | 860         |